# 더 해빌런드 뱀파이어
더 해빌런드 뱀파이어(영어: de Havilland Vampire, 약칭:뱀파이어)는 더 해빌런드가 개발하고 제조한 영국의 제트 전투기이다. 드 하빌랜드 뱀파이어는 영국 공군이 운용한 최초의 단발 제트 전투기이자, 글로스터 미티어 이후 영국이 운용한 두 번째 제트 전투기이다.
제2차 세계 대전 중이던 1941년, 드 하빌랜드 뱀파이어는 제트추진을 이용하기 위한 실험기로서 개발이 시작되었다. 드 하빌랜드의 디자인 연구를 통해, 드 하빌랜드 뱀파이어는 단발 엔진을 사용한 쌍동기로 제작되기로 결정되었으며, 엔진은 핼포드 H.1 터보제트를 사용하기로 했다. 쌍동기라는 모양과 엔진을 제외하면 드 하빌랜드 뱀파이어는 재래식 항공기였다. 1944년 5월 영국 왕립공군은 요격기로 드 하빌랜드 뱀파이어를 생산하기로 결정했고, 1946년 제2차 세계 대전이 끝난 지 몇 달 뒤에 영국 공군에 도입되었다.
뱀파이어는 빠르게 효과가 입증되었고 전시 피스톤 엔진 전투기의 대체품으로 채택되었다. 초기 활동 기간 동안, 드 하빌랜드 뱀파이어는 대서양을 횡단한 최초의 제트기와 같이 여러 차례 첫 항공기록을 달성했다. 뱀파이어는 1953년까지 영국 왕립공군의 최전방에서 복무하다가 전문적인 변형들이 생산되기 시작하면서 지상 공격과 조종사 훈련과 같은 부차적인 역할로 대체되었다. 1966년 폴랜드 냇이 최신 훈련기로 도입되면서, 영국 공군은 드 하빌랜드 뱀파이어를 퇴역시켰다. 영국 해군은 이 기종을 항공모함의 운용에 적합한 함재기 변형인 시 뱀파이어로 개조했다. 시 뱀파이어는 영국 해군의 첫 번째 제트 전투기였다.
드 하빌랜드 뱀파이어는 여러 나라에 수출되었다. 수에즈 위기, 말레이시아 비상사태, 로디지아 부시 전쟁을 포함한 여러 국가가 여러 전쟁에서 드 하빌랜드 뱀파이어를 사용했다. 제작이 끝날 때까지 거의 드 하빌랜드 뱀파이어 3,300기가 제작되었으며, 그 중 4분의 1은 해외 라이선스로 제작되었다 .드 하빌랜드는 이후 추가적으로 발전했고, 생산된 주요 파생 모델로는 특수 복좌 훈련기인 DH.115와 지상 공격과 야간 공격을 위해 개발한 DH.112 베놈이 있다.

## 개발

### 기원
1941년 1월, 헨리 티자드 경은 드 하빌랜드 항공사에 비공식적으로 접근하여 당시 개발 중이던 혁명적인 새로운 제트 추진 기술을 사용하는 전투기를 설계할 것을 제안했다. 공식 사양은 발표되지 않았지만, 드 하빌랜드는 원심 압축기를 사용하는 중앙 장착 엔진을 공급하기 위해 날개 뿌리에 공기 흡입구를 설치한 단일 엔진 항공기를 설계했다. 한편 항공기 설계자인 프랭크 핼포드 소령은 가스 터빈에 대한 프랭크 휘틀의 선구적인 연구에 접근할 수 있었고, 이는 제트 추진 전투기를 위해 당시에 높은 추력으로 여겨졌던 3,000 lb의 추력을 발생시킬 수 있는 "직통" 원심 엔진의 설계를 진행하기로 결정했다. 핼포드의 엔진은 핼포드 H.1로 등장했다. 1941년 4월, 엔진에 대한 설계 작업이 완료되었고 1년 후 H.1 엔진의 원형이 첫 시험 운행을 수행했다.
초기 제트 엔진의 낮은 출력은 오직 쌍발 엔진 항공기 설계만이 실용적인 것으로 간주된다는 것을 의미했다. 더 강력한 제트 엔진, 특히 핼포드의 H.1이 빠르게 개발되면서 단일 엔진 제트 전투기의 실용성이 곧 실현되었다. 드 하빌랜드는 영국에 제트 폭격기를 사용하는 독일에 대한 보험으로서, H.1의 기체를 생산하기 위해 접근했고, 이것은 드 하빌랜드가 제안한 고속 제트 폭격기보다 더 중요하게 여겨졌다.
최초의 디자인인 "DH.99"은 1941년 6월 6일자 책자에 수록되었다. 그것은 4개의 대포로 무장한 금속제 쌍동기였고, 3개의 바퀴가 달린 항공기였다. 쌍동 기체를 사용하여 제트 파이프를 비교적 짧게 유지할 수 있었고, 이는 기존 동체에서 필요했던 것처럼 긴 파이프를 사용할 경우 발생할 수 있는 전력 손실을 방지했으며 꼬리날개가 배기 장치의 간섭을 받지 않도록 했다. 성능은 해수면에서 732km/h(455mph)로 추정되었고, 초기 상승 속도는 2,700lb 추력에서 분당 1,400m이었다. 항공기 생산부(MAP) 대표는 항공기의 성능과 낙관적인 구조, 무게의 세부 사항의 부족에 대해 의문을 표시했고, 1941년 7월에 진행 허가를 내렸다.
DH.99 설계는 곧 MAP의 권고에 따라 목재와 금속의 결합 구조를 통합하도록 수정되었고, 따라서 그 디자인은 1941년 11월까지 DH.100으로 번호가 바뀌었다. 1942년 2월, MAP는 폭격기에 대한 프로젝트를 중단할 것을 제안했지만, 그러나 드 하빌랜드는 부처의 의심에도 불구하고 쌍동기는 극복할 수 있는 공학적 문제일 뿐이라고 말했다. 1942년 4월 22일, 두 개의 원형(시리즈 "LZ548"과 "LZ551")의 제작은 생산부의 허가를 받았으며, 이 작업을 다루기 위해 규격 E.6/41이 제작 및 발표되었다.

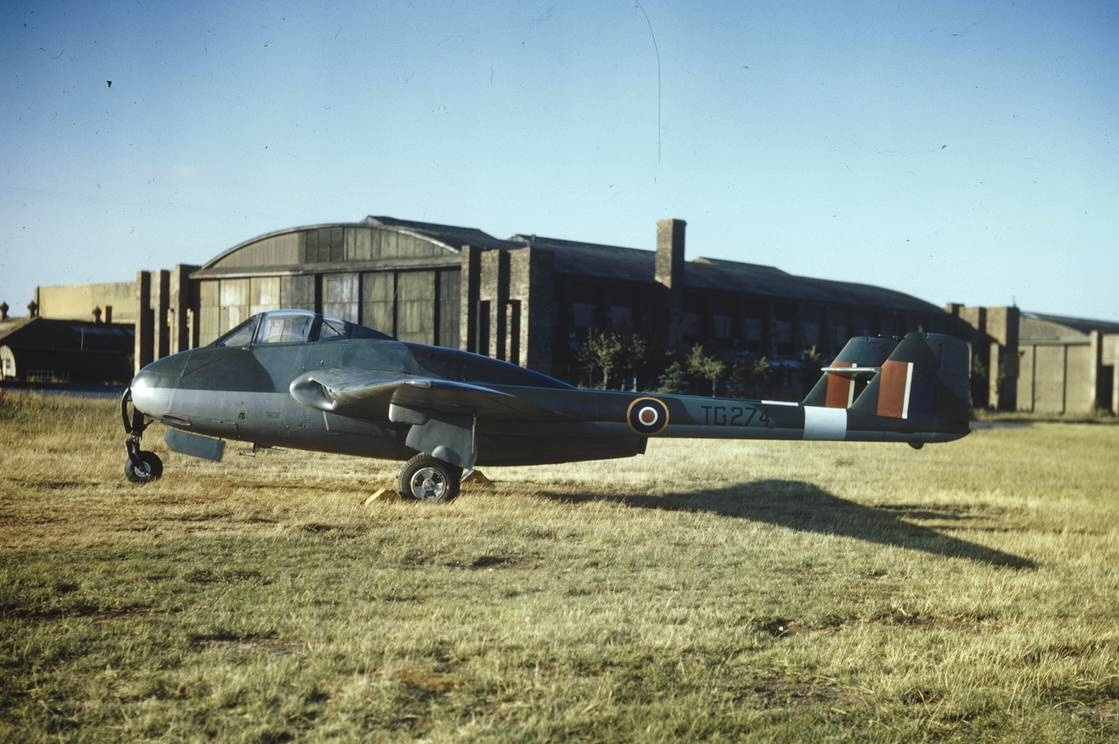
1945년 첫 드 하빌랜드 뱀파이어 F.1이 항공기 및 무장 실험기관에 있다.

내부적으로 DH.100으로 명명되었고 원래는 "스파이더맨 크랩"으로 명명된 이 원형기는 완전히 드 하빌랜드 프로젝트였으며 주로 하트퍼드셔주 해트필드에 있는 드 하빌랜드사의 시설에서 작업되었다. 이 항공기의 건설에서 드 하빌랜드는 이전에 널리 생산한 고속 폭격기인 드 하빌랜드 모스키토에 사용되었던 주형 합판을 사용했던 경험을 이용했다.
DH.100의 배치는 달걀 모양의 동체에 장착된 단일 제트 엔진을 사용했으며, 주로 전방 부분은 합판으로 구성되어 있었고 후방 부분은 알루미늄으로 구성되어 있었고, 재래식 일자형 중익을 갖추고 있었다. 항공기 속도를 늦추기 위해 날개에 에어 브레이크가 설치되었는데, 이는 또한 글로스터 미티어에도 갖추어진 기능이었다. 무장은 동체 앞부분 밑에 위치한 20mm 이스파노 Mk V 대포 4문으로 구성되었다. 설계 단계가 시작될 때부터, 항공기의 목적이 공식적으로 실험 항공기로만 사용되는 것일 때에도, 대포 무장을 위한 조항이 포함되었다.

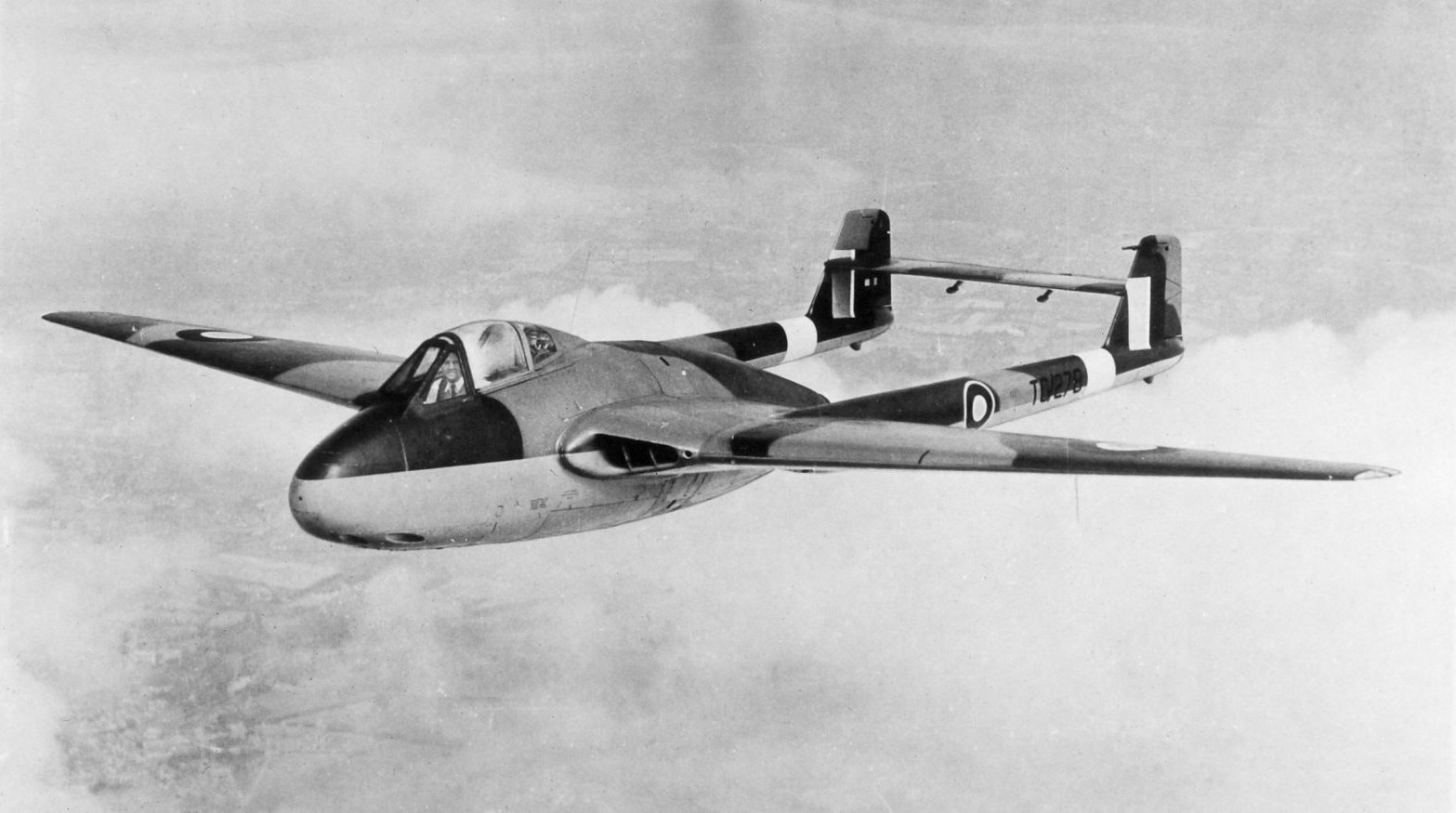
뱀파이어 F.1 TG/278. 사각형 핀과 높은 수평 안정기는 나중에 생산된 항공기에서 변경되었다.

1943년 9월 20일, 최초의 DH.100 기종인 일련번호 "LZ548/G"가 햇필드 공항에서 첫 번째 비행을 했다. 회사의 최고 시험 조종사이자 회사 설립자의 아들인 조프리 드 하빌랜드 주니어가 조종사였다. 첫 비행은 록히드의 XP-80 제트 전투기의 지상 엔진 주행에서 파괴된 엔진을 대체하기 위해 미국으로 비행에 적합한 유일한 엔진을 파견할 필요성 때문에 지연되었다. 3개의 프로토타입('LZ548/G', 'LZ551/G', 'MP838/G')이 드 하빌랜드의 시제품을 위해 개발되었다. 시험 비행으로 항공기가 구불구불 나아가는 방향 불안정성의 문제가 주요 문제임을 보여주었다. 이는 꼬리 디자인의 변경으로 수정되었다.

### 생산 및 후속 개발
1944년 5월 13일, 120대의 뱀파이어 Mk I 항공기의 초기 생산 주문이 접수되었고, 이후 주문량은 300대로 빠르게 증가했다.  생산된 뱀파이어 Mk I은 1945년 4월까지 비행하지 않았다. 드 하빌랜드의 기존 항공기 유형에 대한 생산 시설에 대한 전시 압력 때문에, 잉글리스 일렉트릭이 대신하여 랭커셔주의 프레스턴에 있는 그들의 공장에서 뱀파이어 생산을 시작했다. 제2차 세계 대전이 끝날 때까지 제작된 항공기는 6대에 불과했지만, 많은 항공기의 생산이 중단되었고 여러 시제품의 개발 작업도 중단된 광범위한 전후 감축의 희생양이 되지는 않았다.

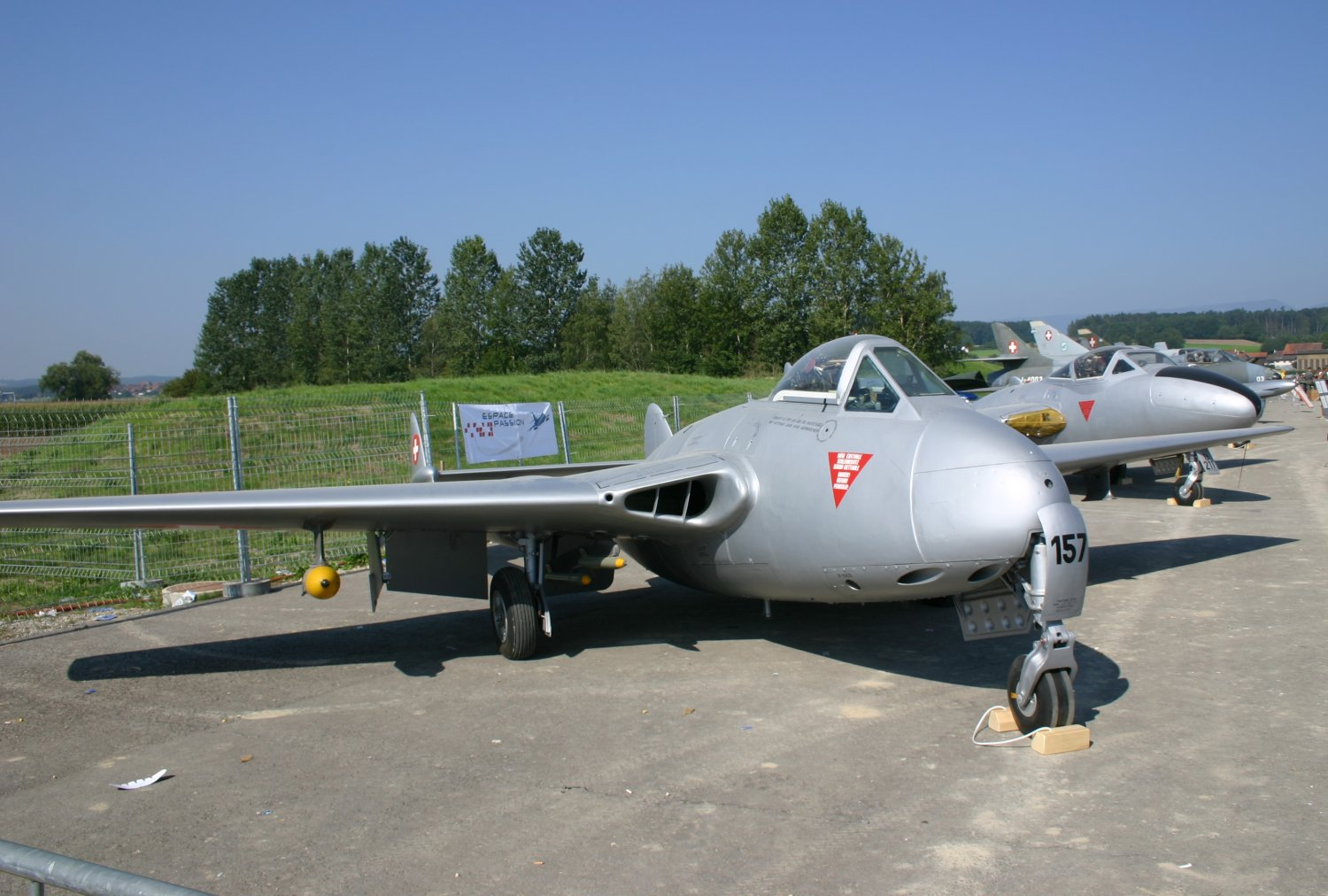
FB.5 1인승(왼쪽)와 T.11 2인승 전투기 뱀파이어

드 하빌랜드는 수출용으로 민간투자 야간 전투기 DH.113을 개발했고, 모스키토 야간 전투기의 조종석을 바탕으로 한 2인승 조종석과 AI Mk X 레이더를 수용할 수 있는 길어진 동체 앞부분을 제작했다. 이집트 공군에 공급하라는 명령이 내려졌지만, 영국 정부는 이집트에 무기를 공급하는 금수 조치의 일환으로 이를 저지했다. 영국 공군은 이 명령을 이어받아 드 하빌랜드 모스키토 야간전투기의 퇴역과 글로스터 미티어 야간전투기의 전면 도입 사이의 중간 조치로 드 하빌랜드 뱀파이어 운용에 들어갔다. 야간 전투기에서 레이더를 제거하고 이중 조종 장치를 장착함으로써 제트 훈련기 모델인 "DH.115 뱀파이어"가 영국에서 "뱀파이어 T.11"로 운용되었다. 이 훈련용 전투기는 영국 공군 및 수출용으로 대량으로 제작되었다.
드 하빌랜드 고블린의 대체 엔진은 곧 비슷한 수준의 추력을 낼 수 있는 또 다른 터보제트 엔진인 롤스로이스 닌의 형태로 이용 가능하게 되었다. 롤스로이스 닌의 성능을 평가하기 위해 롤스로이스 닌을 탑재한 뱀파이어 실험기 3대에 "뱀파이어 마크 III"라는 이름이 붙었다. 롤스로이스 닌의 경쟁자인 드 하빌랜드 고블린의 영국 공군의 뱀파이어의 엔진으로 채택되기 전에 영국 공군은 뱀파이어 마크 III 1기를 평가했다. 다른 한 기는 오스트레일리아 왕립공군이 뱀파이어에 대한 개발에 착수하는데 도움을 주었다.
비록 롤스로이스 닌이 드 하빌랜드 고블린보다 더 높은 추력을 가졌음에도 불구하고, 수평 비행 속도는 더 크지 않았다. 닌 엔진의 날개바퀴 후면에 공기를 공급해야 하는 흡기 손실을 줄이기 위해 조종석 뒤에 흡기 2개를 추가했고, 이것들은 승강타 역전과 난기류로 인한 항공기의 진동을 야기했고, 뱀파이어의 마하 한계를 감소시켰다. 오스트레일리아 왕립공군의 뱀파이어는 닌 엔진을 탑재했고, 이것들은 처음에 등쪽 흡입구에 장착되었고 나중에 동체 아래로 이동되었다. 1949년, 볼턴 폴 항공기는 호커 시호크의 프로토타입에 닌 엔진을 장착한 것을 바탕으로 날개 뿌리 흡입구와 내부 덕트를 재설계했다. 프랑스 역시 뱀파이어의 프랑스식 명칭인 "미스트랄"(Mistral)에 볼튼 폴의 흡입구와 닌 엔진을 함께 사용했다.
"뱀파이어 III"는 다양한 기종에 대한 요구를 충족시키기 위해 개발된 최초의 모델이다. 100갤런과 200갤런 용량의 날개 밑 연료 드롭 탱크가 장착되었다. 다른 변형들은 꼬리 평면을 낮추고 꼬리의 수직 표면을 재구성하는 것을 포함했다. 하드포인트에 장착된 낙하 탱크를 수용하기 위한 설계 변경은 다양한 저장소의 운반을 가능하게 하고 지상 공격 작전을 위한 유형을 준비하는 이점이 있었다. 낮은 고도에서의 성능을 향상시키기 위해 날개를 상당히 개조했으며, 사각형으로 자른 날개 끝을 채택하여 길이를 2피트 줄였고, 날개 표면이 두꺼워졌으며, 증가된 무게를 견딜 수 있도록 착륙 장치를 개조했다.

### 달성한 기록들
1946년 6월 8일, 영국 전투기 사령부의 제247비행대가 승리의 날 기념식에서 런던 상공을 비행하는 영광을 얻으면서 드 하빌랜드 뱀파이어가 영국 대중에게 소개되었다. 뱀파이어는 다양한 최초의 항공 기록을 세웠으며, 최고 속도가 시속 800km를 초과하는 최초의 영국 왕립공군 전투기였다. 1945년 12월 3일, 에릭 "윙클" 브라운 기장이 조종한 시 뱀파이어가 항공모함에 착륙하고 이륙한 최초의 순수 제트기가 되었다.
1947년부터 1955년까지 뱀파이어와 시 뱀파이어는 항공모함의 유연한 갑판에서 이착륙장치가 없는 항공기 운용을 위해 항공기 운용을 위한 복구 및 갑판 처리 절차와 장비를 개발하기 위한 시험에 사용되었다. 이착륙장치를 제거하면 항공기 중량이 감소하고 추가 연료를 운반할 수 있었다. RAE 판버러와 항공모함 HMS 워리어의 유연한 갑판에 많은 뱀파이어 비행기들이 이착륙장치를 접은 상태에서 많은 착륙이 이루어짐에 따라 기술이 실현 가능하다는 것이 입증되었음에도 불구하고, 이 제안은 채택되지 않았다. 항공 작가 제프리 쿠퍼는 고무 데크 시스템이 "...그것을 지원하기 위해서는 선박과 해군 비행장 모두에 광범위한 시설이 필요했을 것이다. 항공기 성능의 향상은 구현의 복잡성과 비용 때문에 취소된 것이 아니다."라는 작가 메리어트의 말을 인용하였다.
1948년 3월 23일, 존 커닝엄은 날개 끝이 확장되고 고스트 엔진으로 구동되는 변형된 뱀파이어 Mk I로 고도 18,119m까지 올라가 세계 신기록을 세웠다.
1948년 7월 14일, 제54비행대의 뱀파이어 F.3 6대가 래브라도 구스 베이에 도착했을 때, 이 비행기들은 대서양을 횡단한 최초의 제트기가 되었다. 그들은 스코틀랜드의 아우터헤브리디스의 스토노웨이 공항과 아이슬란드의 케플라비크, 그린란드의 블루웨스트 1을 경유했다. 구스 베이 비행장에서 캐나다와 미국에 대한 RAF의 연례 친선 투어를 시작하기 위해 제54비행대의 뱀파이어 F.3 6대는 몬트리올로 갔고, 몬트리올에서 그들은 편대 곡예 공연을 했다. 동시에 미국 공군 대령 데이비드 C. 실링은 록히드 F-80 슈팅 스타들을 이끌고 독일의 퓌르스텐펠트브루크 공군기지로 가서 그곳에 기지를 둔 부대를 구조했다. 도르의 1998년 보고서에는 미국 공군 편대가 뱀파이어가 "대서양을 횡단하는 첫 번째 제트기"가 될 수 있도록 미국 공군의 부대 이동 완료를 지연시켰다고 말했다. 영국 출신의 윌리엄 빌 우드는 뱀파이어 조종사들이 "경쟁 기종인 F-80과의 경쟁에서 승리했다"고 축하했다고 말했다.

## 설계

### 개요

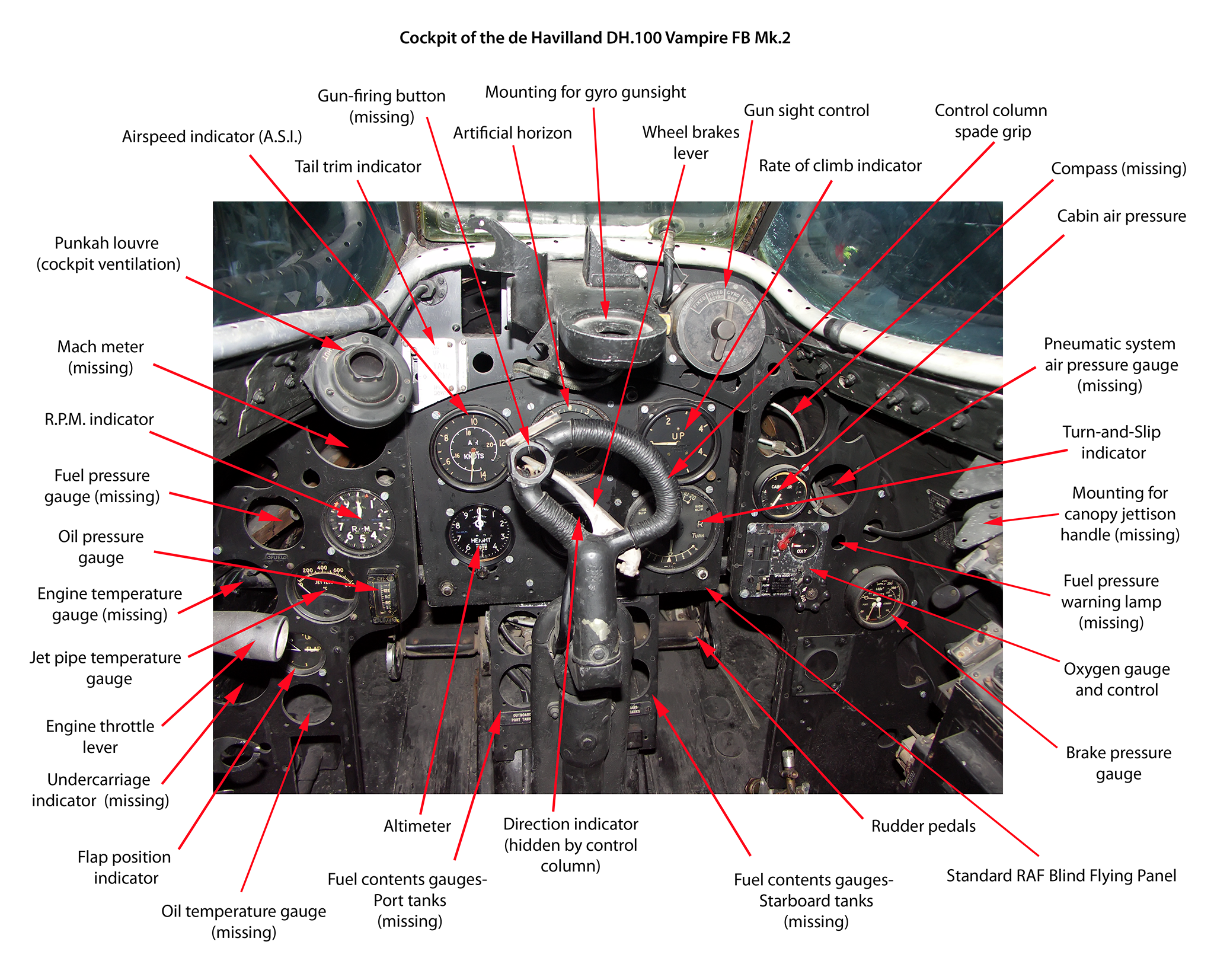
뱀파이어 FB Mk2의 콕핏 배치

드 하빌랜드 뱀파이어는 제트엔진을 탑재한 쌍동기로, 주로 전투기와 전폭기 역할에 사용되었다. 항공 작가 프랜시스 K. 메이슨은 드 하빌랜드 뱀파이어를 "영국 전투기 사령부에서 근무한 세련되지 않은 마지막 단일엔진 최전선 항공기"라고 언급했다. 드 하빌랜드 뱀파이어는 오직 수동으로만 조종할 수 있었고, 레이더가 없었으며, 단순한 기체만을 사용하는 비교적 간단한 비행기였으며, 프로펠러를 제외한다면 재래식 기술과 관습이 적용된 비행기였다. 뱀파이어의 독특한 쌍동기체 구성은 1940년대에서 1950년대의 다른 전투기와 비교했을 때 뱀파이어의 유일한 비재래식 특징 중 하나였다.
이후의 항공기에 비해 뱀파이어는 상대적으로 무질서한 조종석을 가지고 있어서 어떤 면에서는 인체공학적인 조치가 결여되어 있었다. 예를 들어 조종사가 조종간을 뒤로 당기지 않고는 연료 게이지를 관찰하기 어렵다. 저압 연료 개폐판과 같은 몇 가지 제어 장치는 이동이 어렵거나 다른 제어 장치에 의해 방해를 받는 것으로 알려져 있었다. 조종사는 비교적 작은 크기의 기체 덕분에 상당히 유리한 외부 시야를 제공받았다.

### 엔진

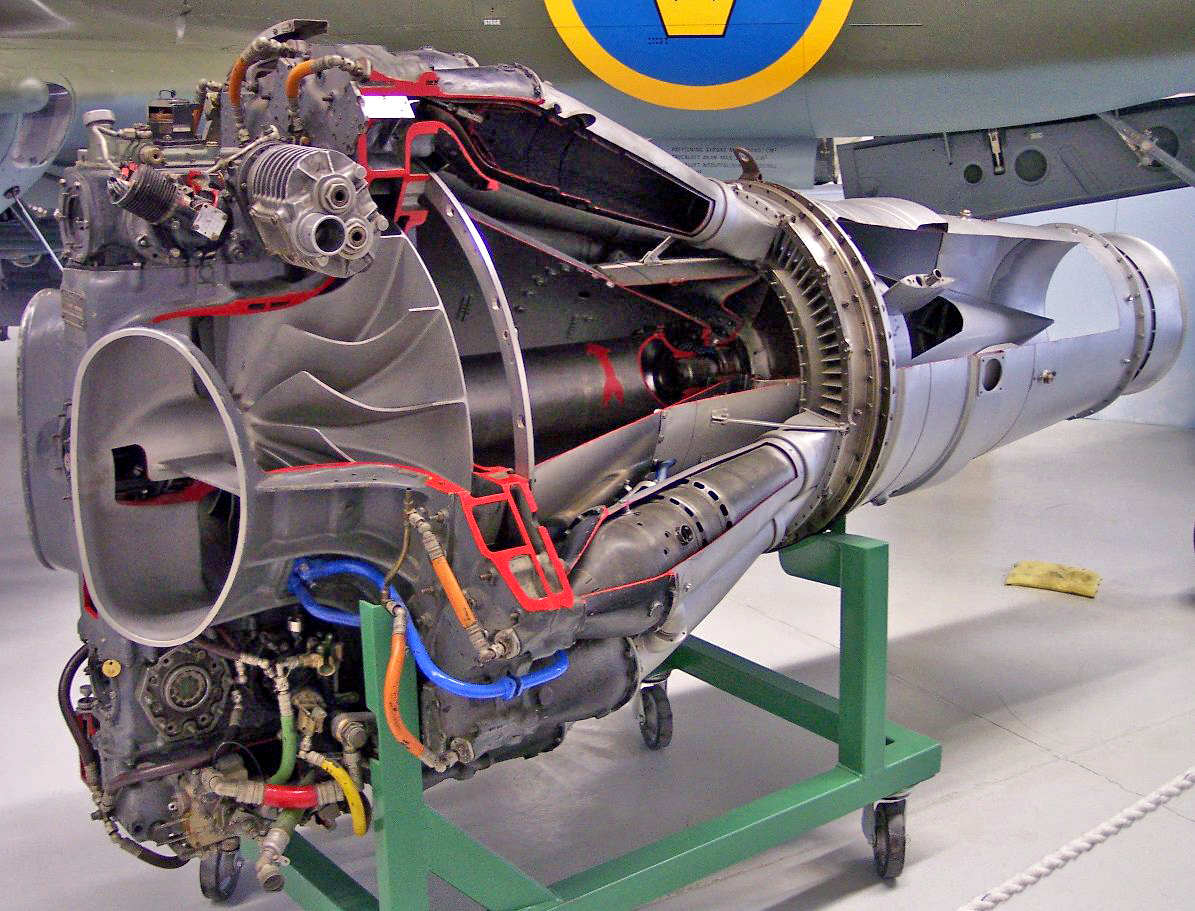
드 하빌랜드 고블린 2의 내부구조.

드 하빌랜드 뱀파이어의 첫 엔진은 프랭크 핼포드가 설계하고 드 하빌랜드 엔진 회사가 제조한 100 lbf의 추력을 생산할 수 있었던 핼퍼드 H1(생산명: 드 하빌랜드 고블린) 단일 엔진이었다. 이 엔진은 원심식 압축기로, 1949년부터는 더 얇은 축류식 압축기로 대체되었다. 1947년, 플라이트 인터내셔널의 부편집장인 모리스 스미스는 그의 첫 제트 동력 비행기인 뱀파이어 Mk III를 조종하는 것에 대해 "랭커스터 제트 시험대의 승객으로 비행한 후에 제트 항공기를 조종함으로서 나는 내가 형성한 의견 중 하나를 확인했다. 제트 추진 수송기를 타고 비행한 사람이 있다면, 프로펠러로 추진되는 피스톤 엔진을 장착한 항공기의 소음, 진동과 그것이 수반하는 피로로 되돌아가기를 원하는 사람은 거의 없을 것이다."라고 언급했다.
초기에 고블린 엔진의 연료 소모가 상대적으로 높았기 때문에 뱀파이어의 초기형의 작전 범위가 제한되었다. 결과적으로, 이후 고블린 엔진들은 상당히 증가된 내부 연료 용량을 특징으로 했다. 1941년에 고안된 H.1 고블린 엔진은 13년 동안 기본 형태를 바꾸지 않았고, 플라이트 인터내셔널은 "고블린은 세계에서 가장 신뢰할 수 있는 터보제트라고 정당하게 주장할 수 있다"고 말했다. 연속적인 모델을 통해 고블린의 터빈 온도와 추력이 증가했다. 이후 제작된 뱀파이어 Mk I는 고블린 II를 엔진으로 탑재했고, F.3 이후에는 개선된 고블린 III를 사용했으며, 1950년대 중반까지 3,500 lbf가 가능한 고블린 Mk. 35 수출용 엔진도 사용할 수 있게 되었다.

### 조작
메이슨에 따르면 드 하빌랜드 뱀파이어는 높은 회전율을 달성할 수 있는 균형 잡힌 에일러론과 비교적 적은 제어 입력으로부터 넉넉한 가속을 가능하게 하는 효과적인 승강타 배치를 사용하여 조종이 상대적으로 가볍고, 세심하다. 승강타와 에일러론에 비해, 방향키는 의미 있는 효과를 얻기 위해 더 강력한 작동을 필요로 했다. 피스톤 엔진을 장착한 전투기에서 제트엔진 전투기로 전환하는 조종사는 터보제트 엔진의 느린 가속에 적응해야 하며, 압축기 실속을 유발하지 않도록 급격한 스로틀 이동을 완화해야 한다.
뱀파이어는 상대적으로 힘과 무게의 비율이 좋았고, 시속 640~800km의 속도로 매우 기동성이 뛰어났다. 느린 속도에서는 방향타를 많이 사용해야 했고, 그 동안 조종사들은 실속을 피하기 위해 얕은 회전에서 조심해야 했다.

## 운용

### 영국

#### 영국 공군
1946년, 최초의 뱀파이어 Mk I 전투기가 요격기 역할로 RAF에 투입되었다. 그 직후, 상당한 수의 Mk I 항공기들은 호커 타이푼, 호커 템페스트, P-51 머스탱과 같은 전시 전투기를 대체하기 위해 독일에 주둔한 제2 전술 공군의 RAF 비행대대에 배속되었다. 1948년 7월 3일, 뱀파이어는 영국 왕립보조공군의 평시 부대가 장비한 최초의 제트기가 되었고, 점차 이 능력으로 드 하빌랜드 모스키토를 대체했다.

### 오스트레일리아
1946년, 오스트레일리아 왕립공군이 뱀파이어 전투기 50대를 구입하는 것이 승인되었다.  이 편대의 첫 전투기 3대는 영국에서 제작된 F1, F2, FB.5였으며, 일련번호는 A78-1부터 A78-3까지였다. 두 번째 항공기인 F2(A78-2)는 표준 고블린 유닛이 아닌, 보다 강력한 롤스로이스 닌 제트 엔진으로 구동된다는 점에서 의미가 컸다.

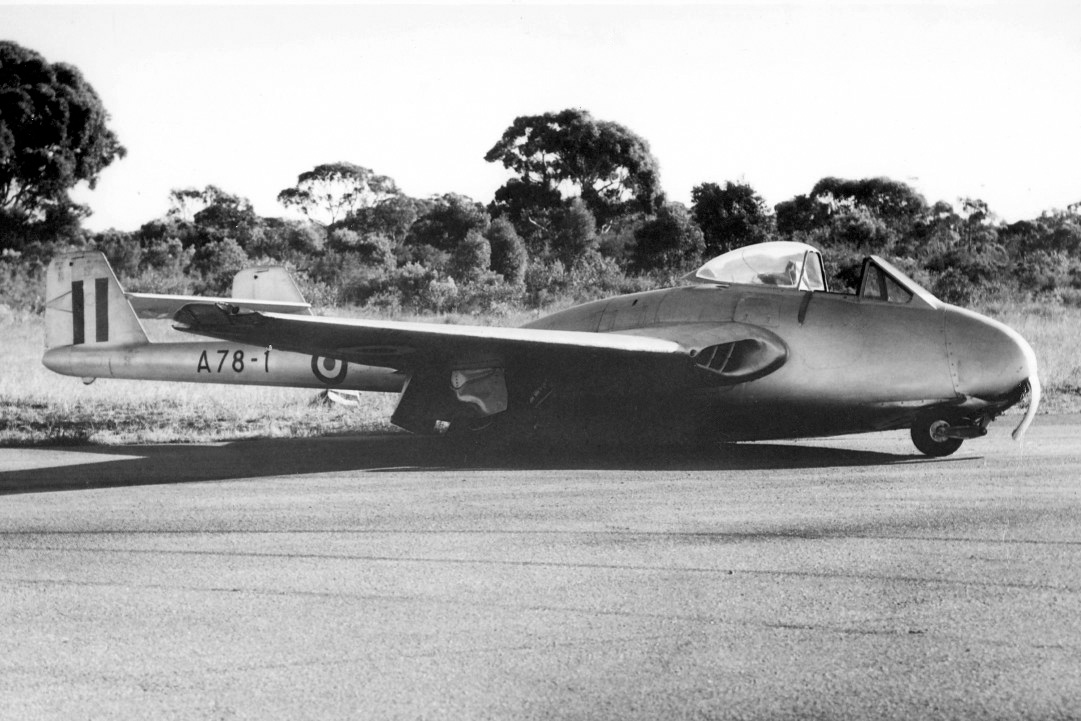
1947년 포인트쿡 기지에 추락한 뱀파이어 F1 A78-1.

드 하빌랜드 오스트레일리아가 제작한 F.30 전투기와 FB.31 전폭기 뱀파이어 80대는 모두 멜버른에 있는 시설에서 면허를 받아 제작된 닌 엔진으로 구동되었다. 닌은 고블린보다 더 큰 흡입구 단면을 필요로 했고, 초기 해결책은 캐노피 뒤쪽 동체 위에 보조 흡입구를 장착하는 것이었다. 불행하게도 이러한 수용은 충격파의 형성에 대한 승강타 귀선소거(歸線消去)로 이어졌고, 3대의 항공기와 조종사들은 회복할 수 없을 정도의 잠수로 손실되었다. 모든 닌 엔진 항공기는 나중에 보조 취수구를 동체 아래로 이동하도록 개조하여 문제를 회피할 수 있게 되었다.
1949년 6월, 최초의 뱀파이어 F.30 전투기(A79-1)가 첫 비행을 했다. FB.31로서 최종 23대의 항공기가 완성되기 전에, 날개 밑의 단단한 부분과 함께 강화되고 짧게 잘린 날개를 장착한 56대의 F.30 변형이 후속으로 생산되었다.  F.30은 뱀파이어 FB.9와 거의 동일한 F.32 표준으로 변환되었다. 1954년 1인승 뱀파이어는 RAAF에 의해 퇴역했지만 1960년대 초까지 시민 공군 비행대대에서 복무했다.
뱀파이어 T.33은 오스트레일리아에서 제작된 고블린 터보제트로 구동되는 2인승 훈련용 버전이다. T.34와 T.35는 오스트레일리아 왕립공군과 오스트레일리아 왕립해군이 사용했다. 많은 것들이 시드니에 있는 드 하빌랜드 오스트레일리아의 시설에서 제조되거나 조립되었다. Mk35W는 과도한 스트레스나 피로 수명 달성에 따른 예비 Mk33 날개를 장착한 Mk35였다. 오스트레일리아에서 뱀파이어 트레이너의 생산량은 110대였고, 오스트레일리아 왕립공군의 초기 주문은 35대의 T.33으로 채워졌다. 1952년에 5대의 T.34가 1954년에 배달되었다. 추가적인 뱀파이어들은 1950년대 중후반에 영국에서 수입되었다.  훈련기들은 1970년 9월까지 오스트레일리아 왕립공군에서 복무했고 1971년까지 오스트레일리아 왕립해군에서 복무하다가 에어마키 MB-326으로 대체되었다.

### 캐나다
드 하빌랜드 뱀파이어는 캐나다 전투기 조종사들에게 제트 추진뿐만 아니라 조종석 가압과 바퀴가 3개 달린 착륙장치 배치와 같은 다른 편의시설들도 소개하는 기능을 가지고 있었다. 그것은 비행하기 쉽고 종종 "핫 로드"로 간주되는 인기 있는 항공기임이 입증되었다. 캐나다군에서 뱀파이어는 작전 및 항공 예비대(400, 401, 402, 411, 438, 442 비행대)에서 복무했다. 1949년 5월 2일부터 1951년 8월 22일까지 3년 동안 캐나다 왕립공군 곡예 팀 블루 데블스는 북미 전역에 에어쇼를 하며 뱀파이어 전투기를 띄웠다. 1956년 11월, 캐나다 왕립공군은 뱀파이어를 퇴역시켰고, 뱀파이어는 캐나다에어 세이버로 대체되었다.

### 도미니카 공화국
도미니카 공군은 1952년에 스웨덴의 뱀파이어 25대를 구입했다. 이들 중 일부는 1959년에 전투에 참전해 쿠바 혁명가들의 상륙 시도를 막았다. 나중에 1965년 도미니카 내전에 참전했다.

### 이집트
이집트 공군은 1950년 12월에 66대의 뱀파이어 FB52를 처음으로 도입했고, 드 하빌랜드로부터 50대를 공급받았다. 12대의 뱀파이어 NF.10 야간 전투기의 주문은 무기 금수로 인해 취소되었고 항공기는 영국 공군에 의해 인수되었다.  헬완에 뱀파이어를 건설하기 위한 공장이 건설되었지만, 영국군의 이집트 주둔에 대한 이집트와 영국 사이의 정치적 분쟁으로 인해 납품이 지연되었고, 1952년 이집트 혁명 이후 폐지되었다. 대신 이집트는 이탈리아로 눈을 돌려 1955년부터 1956년까지 시리아를 매개로 58대의 옛 이탈리아 공군 FB52A를 구매했다.
1954년까지 이집트는 이탈리아와 영국으로부터 획득한 49대의 뱀파이어 편대를 전폭기 역할로 운용하고 있었다. 1955년에는 12대의 뱀파이어 훈련기가 추가로 주문되었고, 그 해 7월에 배달이 시작되었다. 1955년 9월 1일, 이스라엘 특공대가 칸유니스의 이집트 요새를 급습한 것에 대한 대응으로, 이집트 뱀파이어 4대가 이스라엘 영공으로 넘어갔지만, 이스라엘 글로스터 미티어에게 요격당했고, 뱀파이어 2대가 격추되었다. 1956년까지 이집트 뱀파이어는 성능이 더 좋은 미코얀-구레비치 MiG-15와 MiG-17 후퇴익 전투기로 대체되었고, 몇몇 뱀파이어들은 사우디아라비아와 요르단에 넘겨졌다. 수에즈 위기 동안 이집트인들은 주로 이스라엘군, 특히 미틀라 고개에서 전진하는 이스라엘군에 대한 지상 공격 임무에 뱀파이어를 사용했으며, 이스라엘 제트기와의 전투에서 총 4명의 뱀파이어를 잃었다고 기록되어 있다. 영국군과 프랑스군의 공습으로 지상에서 몇 개가 더 파괴되었다.

### 로디지아
로디지아 공군은 1950년대 초에 16대의 뱀파이어 FB.9 전투기와 16대의 뱀파이어 T.11 훈련기를 도입했다. 이들은 1957년에서 1961년 사이에 영국의 반란 진압 작전을 지원하기 위해 정기적으로 아덴에 배치되었고, 1960년대 후반과 1970년대 초반에 남아프리카 공화국으로부터 2인승 전투기 21대과 1인승 전투기 13대가 추가로 공급되었다. 로디지아는 1979년 로디지아 부시 전쟁이 끝날 때까지 뱀파이어를 운영했다. 1977년, 딩고 작전을 위해 6대가 투입되었다. 1980년대 초에 BAE 시스템스 호크 60으로 대체되었다. 30년간 복무한 후, 그들은 세계에서 작전에 사용된 마지막 뱀파이어였다.

### 핀란드
핀란드 공군은 1953년에 6명의 FB.52 뱀파이어를 받았다. 이 모델은 핀란드 서비스에서 "뱀피"라는 별명이 붙었다. 1955년에 9대의 2인승 T.55가 추가로 구매되었다. 항공기는 포리의 제2비행단에 배치되었으나 1950년대 말 틱카코스키의 제1비행단으로 이전되었다. 마지막 핀란드 뱀파이어는 1965년 해체되었다.

### 프랑스
제2차 세계 대전 이후 프랑스 공군을 증강하기 위한 노력의 일환으로 1949년부터 고블린을 동력으로 하는 뱀파이어 FB.5가 프랑스에 인도되었다. 이 변형 뱀파이어는 이후 마리냔에서 수드-에스트의 허가를 받아 제조되었으며, 최초의 67대의 항공기는 영국에서 생산된 부품으로 조립되었으며 대부분 표준 항공기였다. 이후 183대의 뱀파이어가 더 생산되었고, 이 뱀파이어는 프랑스에서 생산된 부품들이 더 많은 비율로 포함되어 있었다.. FB.53 모델은 프랑스에서 개발한 것으로, 닌 엔진을 사용한 변형 모델로 미스트랄이라는 이름이 붙었다. 닌 엔진은 미스트랄이 표준 뱀파이어보다 상승률이 높고 최고 속도가 더 빠른 것에 책임이 있다고 주장되었다.
총 250개의 미스트랄이 건설되었으며, 이스파노-수이자가 제작한 엔진, 프랑스식 비상 탈출 좌석, 확장된 날개 흡기구가 장착되었다. 1950년대 초 6.25 전쟁의 발발에 대한 반응으로 프랑스의 미스트랄 주문이 크게 증가했다. 또한 1952년 말에는 개선된 드 하빌랜드 시베놈의 라이센스 생산을 위해 뱀파이어의 생산 라인이 전환되었다. 1951년 4월 2일 첫번째 미스트랄이 첫 비행을 했다.

### 인도
1948년 11월 6일 인도 공군(IAF)은 델리 팔람 공군기지에서 드 하빌랜드 뱀파이어 3대를 인도되었고, 인도 공군의 대규모 확장과 현대화 프로그램으로 조달되었다. 인도 공군 제7비행대대는 1949년 1월에 첫 번째 뱀파이어를 받았다. 인도 공군 제17비행대대도 이 기종을 운용했다. 인도 공군 제37비행대대는 1961년 포르투갈로부터 고아를 병합하는 동안 고아 상공에서 뱀파이어 NF54로 야간 정찰 임무를 여러 번 수행했고, 때때로 대공 공격을 받았다.
1965년 인도-파키스탄 전쟁 당시인 1965년 9월 1일 인도 공군 제45비행대대는 파키스탄군의 반격에 대한 공격 요청에 응했고, 뱀파이어 Mk 52 전투기 12대가 파키스탄군의 진격을 늦추는 데 성공했다. 그러나 인도 뱀파이어는 공대공 미사일로 무장한 파키스탄 공군 F-86 세이버 2기를 만났다. 파키스탄의 F-86 세이버는 뱀파이어 한 대를 격추했고, 다른 뱀파이어 한 대는 지상에서의 사격으로 격추되었다.

### 아일랜드
드 하빌랜드 뱀파이어는 1955년 아일랜드 공군에 도입되었고, 아일랜드 최초의 제트 동력 전투기였다. 총 6대의 뱀파이어 T.55 전투기는 케이스먼트 공군기지에 주둔한 제1전투비행단 산하에 배치되었다. 뱀파이어는 슈퍼마린 스피트파이어와 시파이어를 대체하여 아일랜드의 주력 전투기로 사용되었다. 뱀파이어는 아일랜드에 제트기 시대를 가져왔고, 뱀파이어의 대포를 통해 더 무거운 무기와 사출 좌석과 같은 새로운 기술을 도입했다. 아일랜드는 1975년 뱀파이어를 퇴역시키고 푸가 CM.170 마지스터로 대체했다.

### 노르웨이
노르웨이 공군은 총 20대의 뱀파이어 F.3, 36대의 FB.52, 6대의 T.55 훈련기를 구매했다. 노르웨이 공군의 뱀파이어는 리퍼블릭 F-84 썬더제트와 록히드 T-33으로 대체되었다.

### 스웨덴
1946년, 스웨덴 공군은 구식 전투기인 FFVS J 22와 문제가 많은 제트 전투기 사브 21을 대체할 제트 전투기를 찾고 있던 때에 70대의 FB 1 뱀파이어를 구입했다. 스웨덴군에서 뱀파이어는 J28A라는 명칭을 받았고, 브로발라 윙(F13)에 배정되었다. 뱀파이어는 스웨덴 공군에서 활약했고, 스웨덴 공군은 뱀파이어를 곧 전투 부대의 중추 역할을 하도록 선택했다. 1949년, 스웨덴은 뱀파이어 FB.5를 기반으로 한 J28B로 명명된 보다 현대적인 FB.50 총 310대를 구매했다. 뱀파이어는 1950년대 호커 헌터와 사브 29 툰난으로 대체되었다.

### 스위스
1946년 스위스 공군은 최초로 뱀파이어 F.1 4대를 구입했는데, 이 중 1대는 1946년 8월 2일에 추락했고 나머지 3대는 1961년까지 운용되었다. 1949년 스위스 정부는 영국에서 제작한 고블린 엔진을 사용하여 뱀파이어 FB.6를 스위스에서 현지 생산하는 계약을 체결했다. 1952년, 최초의 뱀파이어 NF.10이 평가 목적으로 스위스에 인도되었다.
1949년에 75대의 뱀파이어 Mk.6 (J-1005-J-1079)가 첫 번째로 구매되었다. 이 중 대부분은 1968년에서 1969년 사이에 단계적으로 서비스를 중단했으며, 마지막 항공기는 1973년에 철수했다. 두 번째로 뱀파이어 Mk.6 (J-1101 ~ J-1200) 100대가 에이드게뇌시슈 플루그제우게르케 에멘, 필라투스 항공기, 플루그운드 파흐제우게르케 알텐헤인을 포함한 스위스 항공사의 컨소시엄에 의해 면허를 받아 제작되었다. 이 항공기들은 1951년부터 1974년까지 사용되었고 1988년까지 보관되었다. DH-100 Mk.6 (J-1080 ~ J-1082)는 나머지 예비 부품으로 제작되었다. 1953년부터 1990년까지 39대의 DH-115 Mk 55 뱀파이어 2인승 훈련기(U-1201 ~ U-1239)가 운용되었다. 1950년대 후반, 스위스는 호커 헌터를 입수하여 뱀파이어 편대를 대체하기 시작했다.

### 이탈리아
1940년대 후반, 이탈리아는 제2차 세계 대전 이후 장비 프로그램의 일환으로 뱀파이어를 구입하는 데 관심을 갖게 되었다. 글로스터 미티어도 고려되었지만, 비용을 이유로 폐기되었다. 이탈리아 공군의 초청으로 1949년 9월 영국제 뱀파이어들은 이탈리아의 에어쇼에서 일련의 공중 교를 벌였다. 1949년 10월 24일, 피아트는 토리노에 있는 공장에서 이 유형의 생산을 허가하기로 합의했다. 추가 작업 유형은 바레세에 있는 에어마키가 착수할 예정이었고, 계약에는 5개의 뱀파이어 FB.5, 51개의 뱀파이어 FB.52, 4개의 뱀파이어 NF.10, 10개의 뱀파이어 NF.54가 포함되어 있었다. 총 150대의 뱀파이어 FB.52가 있었고 영국에서 라이선스를 받아 제작되었다.
1950년 3월 11일, 최초의 5대의 뱀파이어 FB.5가 포지아에 있는 제트 비행 훈련 학교에 도착했다. 이탈리아에서 제작된 뱀파이어는 생산 라인을 구축하는 데 더 많은 시간이 필요했기 때문에 이탈리아에서 생산된 뱀파이어보다 영국제 뱀파이어가 먼저 납품되었다. 1950년대 초, 이탈리아 공군 최초의 전후 공중 전시 팀인 카발리노 람판테가 이탈리아 뱀파이어를 비행했다. 영국이 이집트에 군용기 판매를 금지한 이후, 1956년 초에 58대의 옛 이탈리아 공군 뱀파이어들이 이집트로 옮겨졌다.

### 내용주
1. ↑  1945년 11월 6일, 이륙 및 착륙 시 왕복 엔진을 사용하도록 설계된 라이언 FR 파이어볼이 항공모함에 착륙하던 중 피스톤 엔진 고장을 일으켰다. 파이어볼은 뱀파이어처럼 고성능 제트 전투기는 아니었지만, 조종사는 의도치 않게 제트 엔진을 작동시켜 첫 번째 제트 추진 항공모함 착륙을 수행했다.[18]
2. ↑  핼포드 H.1은 드 하빌랜드로부터 독립된 조직이었던 프랭크 핼포드의 상담회사가 기획하였다.[29]

### 참조주
1. ↑  Gunston 1981, 52쪽.
2. ↑  Mason 1965, 10, 12쪽.
3. ↑  Gunston 2006, p. 62.
4. 1 2 3 4  Buttler 2004, 201쪽.
5. 1 2 3 4 5  "De Havilland DH100 Vampire." BAE Systems, Retrieved: 18 May 2017.
6. ↑  Buttler 2000, 201쪽.
7. ↑  Buttler 2004, 201, 203쪽.
8. ↑  Gunston 1981, 49쪽.
9. 1 2 3 4 5 6 7 8 9 10 11 12 13 14 15 16  Mason 1965, 3쪽.
10. ↑  Gunston 1981, 50쪽.
11. ↑  Buttler 2004, 203쪽.
12. ↑  Jackson 1987, 484쪽.
13. ↑  Jackson 1987, 496~501쪽.
14. ↑  Heyworth & Jackson 2006, p. 109.
15. ↑  Harker 1976, 79쪽.
16. 1 2 3  Gunston 1991, 173쪽
17. ↑  Brown 1985, 32–34쪽.
18. ↑  “First Jet Landing”, 《Naval Aviation News》 (United States Navy), March 1946: 6
19. 1 2  Cooper 2008, 197–204쪽.
20. ↑  Brown 1976, 126~127쪽.
21. ↑  Mason 1965, 7쪽.
22. ↑  Brown 1976, 132~136쪽.
23. ↑  Marriott 1985, 44쪽.
24. ↑  Jackson 1987, 424쪽.
25. ↑  “How The Vampires Crossed”, 《Flight》 LIV (2065), 1948년 7월 22일: 105
26. ↑  Dorr 1998, 119쪽.
27. ↑  Wood, William 'Bill' (1997), 《Only Birds and Fools Fly》, UK, 2020년 10월 24일에 원본 문서에서 보존된 문서, 2009년 10월 6일에 확인함
28. 1 2 3 4 5  Mason 1965, 10쪽.
29. ↑  Smith 1955, p. 94.
30. ↑  Smith, Maurice (1947년 11월 27일), “'Flight' Pilots a Jet”, 《Flight》 LII (2031): 610, 2015년 11월 20일에 원본 문서에서 보존된 문서
31. 1 2 3  “Aero Engines 1954”, 《Flight》, 1954년 4월 9일, 450쪽, 2018년 5월 5일에 원본 문서에서 보존된 문서
32. 1 2 3 4 5 6 7  Mason 1965, 8쪽.
33. 1 2 3  “De Havilland Sea Vampire MK T.22 / T.34”. navy.gov.au. 2022년 6월 9일에 확인함.
34. ↑  “[1.0] Vampire Variants”.
35. ↑  Mason 1965, 7–8쪽.
36. ↑  Watkins 2013, 1926쪽.
37. ↑  “RAAF Museum: RAAF Aircraft Series 2 A79 DHA Vampire”. 《airforce.gov.au》. 2017년 1월 28일에 확인함.
38. ↑  Milberry 1984, 212쪽.
39. ↑  Milberry 1984, 212, 215, 357, 358쪽.
40. ↑  “Republica Dominica Orbats”. 《Scramble, Dutch Aviation Society》. 2020년 11월 7일에 확인함.
41. ↑  “Vampire in Foreign Service”. 《Air Vectors》. 2020년 11월 7일에 확인함.
42. ↑  Nicolle & Cattaneo 1997, 2쪽.
43. ↑  Jackson 1987, 432쪽.
44. ↑  Nicolle & Cattaneo 1997, 2~3쪽.
45. ↑  Nicolle & Cattaneo 1997, 3쪽.
46. ↑  Nicolle & Cattaneo 1997, 3~4쪽.
47. 1 2  Birtles 1986, 37쪽.
48. ↑  Nicolle & Cattaneo 1997, 6쪽.
49. ↑  Nicolle & Cattaneo 1997, 6~8쪽.
50. ↑  Nicolle & Cattaneo 1997, 8, 10쪽.
51. ↑  “Attributed Israeli Air Combat Victories”. 2016년 7월 7일에 확인함.
52. ↑  Nicolle & Cattaneo 1997, 10~11쪽.
53. ↑  Thomas 2005, 30,32쪽.
54. ↑  Thomas 2005, 36~37쪽.
55. ↑  Thomas 2005, 39쪽.
56. ↑  Mitchell, Emily. "UK Arms Exports to Zimbabwe." 보관됨 7 8월 2012 - 웨이백 머신 Campaign Against Arms Trade, September 2000.
57. ↑  Goebel, Greg (2020년 2월 1일). “[2.0] Vampire In Foreign Service”. 《Air Vectors》 v1.0.8판.
58. 1 2  “France's Combat Planes”. 《Flying》. 50권 1호. January 1952. 47쪽.
59. ↑  “Vampires for France”. 《The Times》 (51284). 1949년 1월 20일. 4면.
60. 1 2 3  Jackson 1987, p. 428.
61. ↑  “In Foreign Skies”. 50권 5호. Flying. May 1952. 46쪽.
62. ↑  “India News”. 9권 16–29호. Office of the High Commissioner for India. 1948.
63. ↑  (Retd), Sqn Ldr Ian S Loughran. “Four Sorties over Goa”. 2013년 2월 4일에 원본 문서에서 보존된 문서. 2016년 7월 7일에 확인함.
64. ↑  《Pakistani Air-to-Air Victories》, Air Combat Information Group, 2003, 2012년 12월 21일에 원본 문서에서 보존된 문서, 2009년 6월 10일에 확인함
65. ↑  (Retd), Air Marshal Trilochan Singh PVSM AVSM VrC VM. “Tank Busting in the Chamb”. 2016년 10월 17일에 원본 문서에서 보존된 문서. 2016년 7월 7일에 확인함.
66. ↑  “The Irish Air Corps/Aer Chór na hÉireann at Scramble (magazine)”. Scramble Magazine. 2007년 4월 22일에 원본 문서에서 보존된 문서.
67. ↑  Hatch 1987, 65쪽
68. ↑  틀:Cite newspaper The Times
69. ↑  Jackson 1987, p. 485.
70. ↑  “De Havilland DH-100 Vampire”. 2015년 5월 14일에 원본 문서에서 보존된 문서. 2015년 5월 25일에 확인함.
71. ↑  “Archived copy” (PDF). 2015년 5월 25일에 원본 문서 (PDF)에서 보존된 문서. 2015년 5월 25일에 확인함.
72. ↑  Lombardi 2007, p. 50.
73. ↑  Donnet World Air Power Journal, Volume 20, Spring 1995, p. 138.
74. 1 2  Watkins 2013, p. 1969.
75. ↑  Watkins 2013, pp. 1969-1971.
76. ↑  Watkins 2013, p. 1972.